# Bishopthorpe
Bishopthorpe är en ort och civil parish i Storbritannien.   Den ligger i kommunen City of York och riksdelen England, i den centrala delen av landet, 280 km norr om huvudstaden London. Bishopthorpe ligger 11 meter över havet och antalet invånare är 3 296.
Terrängen runt Bishopthorpe är mycket platt. Runt Bishopthorpe är det ganska tätbefolkat, med 120 invånare per kvadratkilometer. Närmaste större samhälle är York, 4,4 km norr om Bishopthorpe. Trakten runt Bishopthorpe består till största delen av jordbruksmark.